# L'Olmu
Olmo (francès) o L'Olmu (cors)  és un municipi francès, al departament d'Alta Còrsega  (regió de Còrsega). L'any 1999 tenia 168 habitants.

## Geografia
A 1 de gener de 2024 Olmo es catalogà com a municipi rural amb habitatges dispersos, segons la nova quadrícula de densitat municipal de set nivells definida per l'INSEE l'any 2022. Es troba fora d'una unitat urbana. A més, el municipi forma part de la zona de captació de Bastia, de la qual és un municipi suburbà. Aquesta àrea, que inclou 93 municipis, es classifica en àrees de 50.000 a menys de 200.000 habitants.
| 1962 | 1968 | 1975 | 1982 | 1990 | 1999 |
| ---- | ---- | ---- | ---- | ---- | ---- |
| 211  | 281  | 180  | 142  | 98   | 168  |

## Administració
| Període      | Identitat             | Partit | Qualitat |  |
| ------------ | --------------------- | ------ | -------- |  |
| 2001-2008    | Jean-Antoine Pagani   |        |          |  |
| Des del 2008 | Jean-Baptiste Cozzani |        |          |  |